# MarTux
marTux — дистрибутив на основе операционной системы OpenSolaris. Это первый дистрибутив для платформы SPARC, созданный независимо от Solaris Express. Целью проекта является удобный дистрибутив для настольных компьютеров. На октябрь 2009, доступна только версия для sun4u, планируется версия для sun4v.